# Jan van Glabbeeck
Jan van Glabbeeck (ca. 1635 - El Puerto de Santa María (Spanje), ca. 1686) was een Nederlandse kunstschilder en tekenaar actief in Amsterdam en Utrecht. Hij was een leerling van Rembrandt in de periode 1652-1656. Vanaf de jaren 1660 was hij actief als koopman in Italië en Spanje.
- RKD-Nederlands Instituut voor Kunstgeschiedenis: 158522
- Union List of Artist Names: 500021580
- Virtual International Authority File: 95814277